# Pentaneura indecisa
Pentaneura indecisa är en tvåvingeart som först beskrevs av Samuel Wendell Williston  1896.  Pentaneura indecisa ingår i släktet Pentaneura och familjen fjädermyggor. Inga underarter finns listade i Catalogue of Life.